# Bodyguard Zawodowiec
Bodyguard Zawodowiec (ang. The Hitman's Bodyguard) – amerykański film akcji z 2017 roku w reżyserii Patricka Hughesa, wyprodukowany przez wytwórnię Lionsgate Films. Główne role w filmie zagrali Ryan Reynolds, Samuel L. Jackson, Gary Oldman i Salma Hayek.
Premiera filmu odbyła się 18 sierpnia 2017 w Stanach Zjednoczonych.

## Fabuła
Najskuteczniejszy płatny zabójca Darius Kincaid (Samuel L. Jackson) od lat widnieje na czele list najbardziej poszukiwanych przestępców na całym świecie. Mężczyzna wciąż jest bezkarny. Pewnego dnia trafia w końcu w ręce policji. W zamian za oddalenie zarzutów wobec jego żony (Salma Hayek) decyduje się zeznawać przed Międzynarodowym Trybunałem Sprawiedliwości przeciwko jednemu ze swoich dawnych zleceniodawców z Europy Wschodniej – Vladislawowi Dukhovichowi (Gary Oldman), dyktatorowi odpowiedzialnemu za śmierć tysięcy osób. Były szef wydaje na Dariusa wyrok, a za Kincaidem rusza armia wysłanych przez niego morderców. W obawie, że zacznie sypać na całego, ścigają go też inni, którzy płacili za jego usługi.
Konwój wiozący Kincaida do Trybunału wpada w zasadzkę. W obawie przed przeciekami agentka Roussel wzywa do pomocy swego byłego chłopaka, Michaela Bryce (Ryan Reynolds). Powierza mu zadanie przetransportowania cennego świadka z Manchesteru do Hagi, gdzie odbywa się proces dyktatora. Bryce uchodzi za najlepszego w swoim fachu, jednak nowa misja stanowi dla niego problem. Do tej pory ścigał Dariusa i uważał go za swojego śmiertelnego wroga – a z każdą wspólnie spędzona chwilą ich wzajemna nienawiść jeszcze się pogłębia. Sytuacja komplikuje się jeszcze bardziej, gdy do akcji wkracza żona Kincaida: równie piękna co niebezpieczna Sonia.

## Obsada
- Ryan Reynolds jako Michael Bryce
- Samuel L. Jackson jako Darius Kincaid
- Gary Oldman jako Vladislav Dukhovich
- Élodie Yung jako Amelia Roussel
- Salma Hayek jako Sonia Kincaid
- Joaquim de Almeida jako Jean Foucher
- Kirsty Mitchell jako Rebecca Harr
- Richard E. Grant jako Seifert
- Sam Hazeldine jako Garrett

## Produkcja
Zdjęcia do filmu kręcono w Amsterdamie, Hadze w Holandii, Sofii w Bułgarii oraz w Londynie w Wielkiej Brytanii.

## Odbiór

### Krytyka w mediach
Film Bodyguard Zawodowiec spotkał się z mieszanymi recenzjami od krytyków. W serwisie Rotten Tomatoes średnia ocen filmu wyniosła 39% ze średnią oceną 5,1 na 10. Na portalu Metacritic średnia ocen wyniosła 47 punktów na 100.